# پیاده‌راهوری
پیاده‌راهوری یا پیاده‌مداری اصطلاحی برای برنامه‌ریزی مفاهیمی که با استفاده ترکیبی از امکانات رفاهی در محله‌های پرتراکم که مردم می‌توانند با پای پیاده به آن‌ها دسترسی داشته باشند تمرکز دارد. این بر اساس این ایده است که فضاهای شهری باید بیش از راهروهای حمل و نقلی مختص خودرو باشند. در عوض، باید فضاهای نسبتاً کامل و قابل سکونتی باشند که به انواع کاربری‌ها، کاربران و حالت‌های حمل و نقل خدمت می‌کنند و نیاز به خودرو برای سفر را کاهش می‌دهند.
اصطلاح «پیاده‌مداری» در ابتدا در دهه ۱۹۶۰ به دلیل انقلاب جین جاکوبز در مطالعات شهری ابداع شد. در سال‌های اخیر پیاده‌مداری به دلایل مزایای سلامتی، اقتصادی و زیست‌محیطی محبوب شده است. در واقع پیاده‌مداری یک کانسپت برای طراحی شهری پایدار است. فاکتورهایی که پیاده‌مداری را تحت تأثیر قرار می‌دهند شامل وجود یا عدم وجود و کیفیت مسیرهای پیاده‌روی، پیاده‌روها یا سایر حق تقدم عابر پیاده، وضعیت ترافیک و جاده، الگوهای کاربری زمین، دسترسی به ساختمان و ایمنی و غیره است.

## فاکتورها
یکی از تعریف‌های پیشنهادشده برای پیاده‌مداری به شرح روبرو است: تا چه میزانی محیط ساخته‌شده برای افرادی که در آن زندگی می‌کنند، خرید می‌کنند، بازدید می‌کنند و در آن وقت می‌گذرانند دوستانه است. پیاده محوری و پیاده‌مداری به وابستگی بین سه فاکتور تراکم، ترکیب و دسترسی متکی است. DMA شهری (تراکم، ترکیب و دسترسی) مجموعه‌ای از هم افزایی است که شهرها مردم و ساختمان‌ها را جانمایی کرده و چگونه مردم مختلف و فعالیت‌های گوناگون را ترکیب کرده و شبکه‌های دسترسی را برای پیمایش مسیر جانمایی می‌کند.این سه فاکتور نمی‌توانند به صورت فردی و جدا از هم درنظر گرفته شوند. دسترسی قابل پیاده‌روی را نمی‌توان به هیچ معیاری از اتصال، نفوذپذیری یا حوضه کاهش داد، بلکه این امر به مقاصد وابسته است و برای دسترسی شهری از طریق گره‌های حمل‌ونقل عمومی تنظیم می‌شود. 

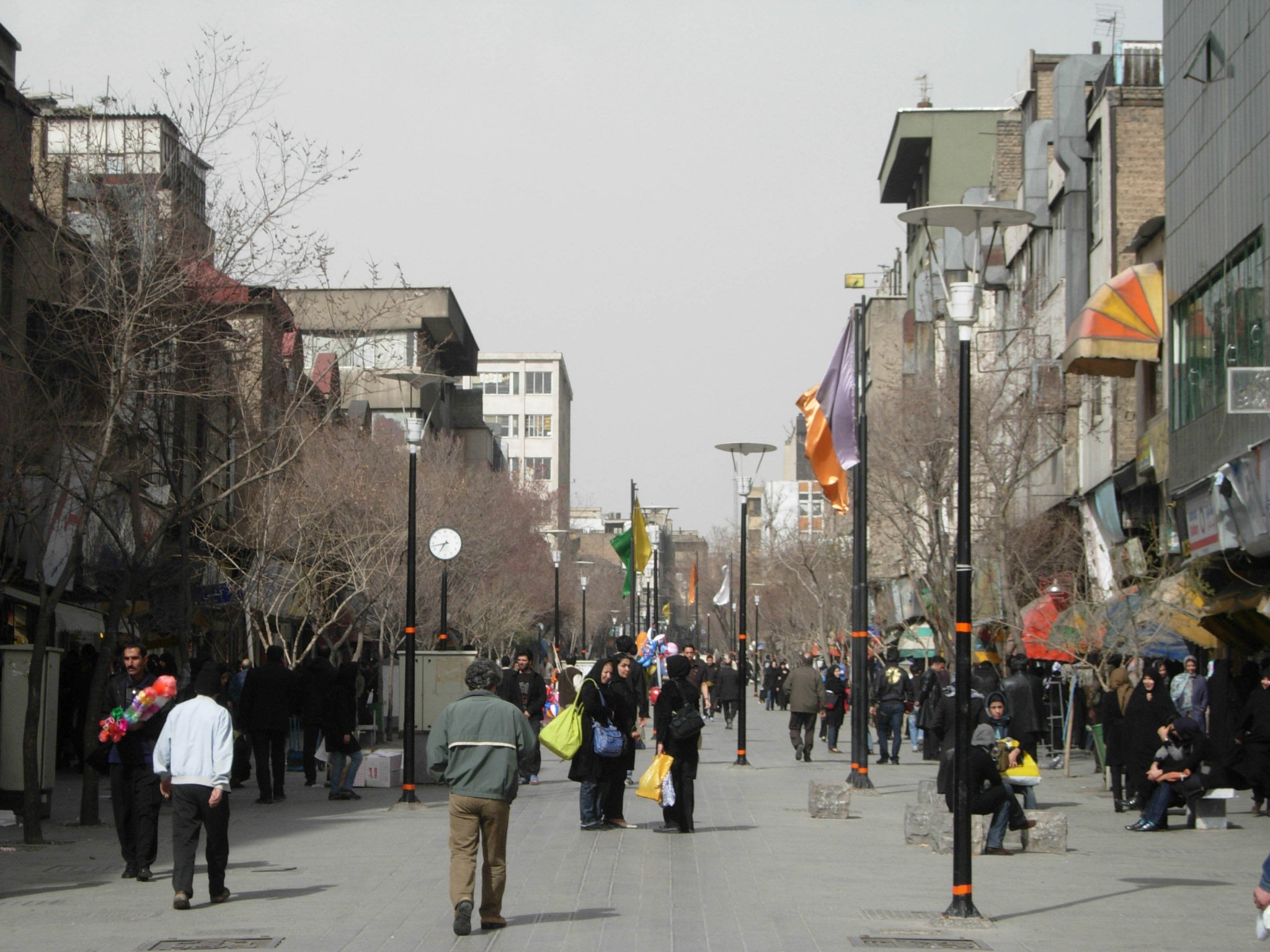
پیاده‌راه خیابان باغ سپهسالار در تهران

### تراکم
تراکم به مجموعه‌ای از ساختمان‌ها، جمعیت و زندگی خیابانی گفته می‌شود. این فاکتور یکی از ویژگی‌های حیاتی برای امر پیاده‌مداری است زیرا افراد و مکان‌های بیشتری را در مسیرهای قابل پیاده‌روی متمرکز می‌کند. به دلیل نوسان جمعیت از حومه به مرکز شهری، تعیین تراکم مشکل است. اندازه‌گیری تراکم می‌تواند از تنوع مورفولوژِی تا نوع ساختمان متفاوت باشد. تراکم ممکن است با ارتفاع ساختمان ترکیب شود که به سردرگمی کمک می‌کند.

### ترکیب عملکرد
ترکیب عملکرد، مانند تراکم، فاصله جایی که هستیم و جایی که باید باشیم را کاهش می‌دهد. مثلث زندگی، کار و بازدید زمینه‌ای روابط ممکن بین سه عملکرد ابتدایی را تشکیل می‌دهد. اقتصاددانان به این سه ضلع مثلث بازتولید، تولید و مبادله می‌گویند.
آنها همچنین ارتباطات ابتدایی بین انسان‌ها و فضاهای شهری را شناسایی می‌کنند- ما هرروز در مکان‌های مختلفی در زندگی ساکن، کارگر و بازدیدکننده می‌شویم. تغییر کلیدی در اینجا تمرکز بر ترکیب به‌جای عملکرد است. فضای شهری متناسب است که به مرکز این مثلث نزدیک‌تر باشد و هرچه شهری به گوشه‌های این مثلث نزدیک می‌شود به فضای شهری ناکارآمد نزدیک می‌شود.
درحالی‌که ترکیب عملکرد برای دستیابی به پیاده‌مداری امری ضروری است، توجه به این امر که عملکرد به تنهایی یکی از ابعاد در ترکیب شهری است و شامل ترکیبات رسمی و اجتماعی است. ترکیبات رسمی از چگونگی تولید یک شهر در ابعاد مختلف پدید می‌آید که عواملی مانند گونه‌های مختلف ساختمان، اندازه کف طبقات و ارتفاع ساختمان بستگی دارد.
ترکیب اجتماعی به این بستگی دارد که چگونه یک شهر به خوبی مردم را ترکیبات سنی متفاوت، توانایی‌ها، قومیت‌ها و سطوح اجتماعی گرد هم می‌آورد. شهرها، مکان‌هایی هستند تفاوت‌ها در فضاهای عمومی بهم می‌ریزند و ترکیب تفاوت‌ها برای ایجاد سرزندگی شهری امری اساسی است.

### شبکه‌های دسترسی
شبکه‌های دسترسی یک شهر جریان‌های عابرپیاده، ظرفیت و امکان پیاده رفتن را محدود یا ممکن می‌کند. مانند تراکم و ترکیب، شبکه دسترسی نیز جز ویژگی‌هایی از شهر است که به شکل شهری تجسم یافته‌اند و جریان عابرپیاده کارآمد را تسهیل می‌کند. شبکه دسترسی دارای مدل‌های مختلف است که باید از دیدگاه کسانی که بین مدل‌های پیاده‌روی، دوچرخه‌سواری، حمل‌ونقل عمومی و ماشین انتخاب می‌کنند، درک شوند. سفرهای حمل‌ونقل عمومی معمولاً با پیاده‌روی تا ایستگاه حمل‌ونقل همراه است. در حالتی برابر و زمانی تا ده دقیقه راه‌رفتن در درجه اول انتخاب می‌شود. مزیت راه‌رفتن این است که زمان سفر قابل پیش‌بینی‌تر از استفاده از حمل‌ونقل عمومی و ماشین است. در استفاده از ماشین و حمل‌ونقل عمومی تاخیرهایی ناشی از خدمات ضعیف، ازدحام و پارکینگ وجود دارند.
در بررسی عوامل تأثیرگذار برروی پیاده‌روی دسترسی به حمل و نقل انبوه، وجود و کیفیت مسیرهای پیاده‌روی، حائل‌ها برای ترافیک متحرک (نوارهای کاشت، پارکینگ در خیابان یا خطوط دوچرخه‌سواری) و گذرگاه‌های عابر پیاده، زیبایی‌شناسی، مقاصد محلی نزدیک، کیفیت هوا و سایه یا آفتاب در فصول مناسب. مبلمان خیابانی، حجم و سرعت ترافیک و شرایط باد پیاده‌روی نیز بر اساس محیط ساخته شده اطراف مورد بررسی قرار می‌گیرد.
براساس نظر رید اوینگ و رابرت سرورو تراکم، تنوع، طراحی، دسترسی به مقصد، و فاصله تا حمل و نقل - به شدت بر پیاده‌روی یک منطقه تأثیر می‌گذارند و شخص تصمیم می‌گیرد تا مسیر را پیاده یا سواره طی کند.

## تاریخچه
قبل از اینکه ماشین‌ها و دوچرخه‌ها به صورت انبوه تولید شوند و مورد استفاده قرار بگیرند، راه رفتن اصلی‌ترین شیوه سفر محسوب می‌شد. در بخش زیادی از تاریخ انسان‌ها راه رفتن تنها روش جابه‌جایی انسان از مکانی به مکانی دیگر محسوب می‌شود. در دهه ۱۹۲۰ میلادی، رشد اقتصادی سبب افزایش تولید اتومبیل شد. همچنین اتومبیل قیمت مناسب تری نسبت به گذشته به خود گرفته بود و دلیل آن افزایش استفاده و تولیداش در سال‌های پس از جنگ جهانی دوم بود.
هرچند که در سال‌های اخیر تلاش‌هایی در راستای ارتقا پیاده‌مداری در شهرها صورت گرفته است اما همچنان موانع زیادی در دستیابی به جوامع منسجم‌تر و کامل‌تر وجود دارد که در آن‌ها شهروندان برای دستیابی به مکان مدنظرشان از مقدار زیادی را در راه باشند و مسیر پیاده را برای سفر انتخاب نکنند.

## مزیت‌های پیاده‌مداری

### سلامتی
مشخص شده است که شاخص‌های راه رفتن هم با شاخص توده بدنی (BMI) و هم با فعالیت بدنی جمعیت‌های محلی مرتبط است. فعالیت‌های فیزیکی می‌توانند از بیماری‌های مزمن مانند بیماری‌های قلبی عروقی، دیابت، فشار خون بالا، چاقی، افسردگی و پوکی استخوان جلوگیری کنند؛ بنابراین افزایش میزان پیاده‌روی در محلات سبب کاهش خطر حمله قلبی می‌شود.
بنا بر گزارشی که صندوق جهانی تحقیقات سرطان و مؤسسه آمریکایی تحقیقات سرطان منتشر کردند پیشرفت‌های جدید باید برای تشویق پیاده‌روی طراحی شود، و آن به این دلیل این است که پیاده‌روی به کاهش سرطان کمک می‌کند.

### اجتماعی-اقتصادی
همچنین یافته‌ها نشان می‌دهد که پیاده‌مداری تأثیرات مثبت اجتماعی-اقتصادی دارد. این تأثیرات مثبت شامل دسترسی، صرفه جویی در هزینه هم برای افراد و هم برای عموم، حمل و نقل دانش آموزی (که می‌تواند شامل اتوبوس‌های پیاده‌روی باشد)، افزایش بهره‌وری استفاده از زمین، افزایش زیست پذیری، مزایای اقتصادی ناشی از بهبود سلامت عمومی، و توسعه اقتصادی، از جمله موارد دیگر است.
مزایای پیاده‌روی در صورتی تضمین می‌شود که کل سیستم راهروهای عمومی قابل پیاده‌روی باشد - نه محدود به مسیرهایی خاص. پیاده‌روهای بیشتر و افزایش قابلیت پیاده‌روی می‌تواند گردشگری را ارتقا دهد و ارزش ملک را افزایش دهد.
طراحی خیابان با تمرکز خودکار راه رفتن را کاهش می‌دهد و به دلیل حضور مداوم مردم در یک منطقه، توجه به خیابان را کاهش می‌دهد. قابلیت پیاده‌روی تعامل اجتماعی، اختلاط جمعیت‌ها، میانگین تعداد دوستان و همکاران محل زندگی مردم، کاهش جرم و جنایت را افزایش می‌دهد. (افرادی که قدم می‌زنند و مراقب محله‌ها، فضای باز و خیابان‌های اصلی هستند)

### محیطی
یکی از مزایای ارتقای پیاده‌مداری، کاهش ردپای اتومبیل‌ها در جامعه است. اگر افراد بیشتری به جای رانندگی یا استفاده از وسایل حمل‌ونقل عمومی پیاده‌روی کنند، می‌توان  انتشار کربن را کاهش داد، بنابراین طرفداران شهرهای قابل پیاده‌روی بهبود وضعیت پیاده‌روی را ابزاری مهم برای سازگاری شهرها با تغییرات آب و هوایی توصیف می‌کنند.
علاوه بر این، شهرهایی که درآنها پیاده‌روی توسعه یافته است، معمولاً سطوح پایین‌تری از آلودگی صوتی را در محله‌های خود مشاهده می‌کنند. آلودگی صوتی کمتر می‌تواند به معنای تنوع زیستی بیشتر باشد. مطالعات نشان داده‌اند که آلودگی صوتی می‌تواند حواس خاصی را که حیوانات برای یافتن غذا، تولید مثل، اجتناب از شکارچیان و غیره به آن‌ها تکیه می‌کنند، مختل کند که می‌تواند اکوسیستم‌ها را در محیطی که قبلاً تحت تسلط انسان است تضعیف کند. جامعه برای بسیاری از خدمات اکولوژیکی مانند تأمین، مقررات، فرهنگی/گردشگری و خدمات حمایتی به این اکوسیستم وابسته است و هر گونه تنزل در این خدمات می‌تواند فراتر از تأثیرگذاری بر زیبایی یک محله یا جامعه باشد، بلکه می‌تواند پیامدهای جدی برای زندگی و رفاه داشته باشد.
شهرهایی که از نظر امتیاز پیاده‌مداری نمره قابل قبولی دارند، تمایل به تمرکز بیشتر فضاهای سبز دارند. این فضاهای سبز می‌توانند به خدمات نظارتی اکولوژیکی مانند سیل، بهبود کیفیت هوا و آب، کاهش کربن و غیره کمک کنند و در عین حال به جذابیت شهری بی‌افزاید.

## افزایش پیاده‌مداری
بسیاری از اجتماعات به حرکت پیاده به عنوان یک جایگزین برای شیوه‌های ساختمان‌زنی قدیمی که به خودروها ترجیح می‌دهند، پذیرفته‌اند. این تغییر شامل باور است که وابستگی به خودروها از نظر اکولوژیکی پایدار نیست. محیط‌های مخصوص خودروها شرایط خطرناکی برای رانندگان و پیاده‌روها ایجاد می‌کنند و به‌طور کلی از لحاظ زیبایی فقیر هستند.
1. محافظ‌ها: محافظ‌های گیاهی به عنوان مناطق چمنی بین خیابان و کناره‌های پیاده‌رو نیز ایمنی پیاده‌روها را افزایش می‌دهند و همچنین دی‌اکسید کربن از انتشارات خودروها را جذب کرده و در زمینه زهکشی آب نیز کمک می‌کنند.
2. موانع متحرک: حذف تابلوهای راهنمایی و تله‌های انشعابات، می‌تواند عرض پیاده‌رو را افزایش دهد. نگهداری با کیفیت و نورپردازی مناسب پیاده‌روها، موانع را کاهش می‌دهد، ایمنی را بهبود می‌بخشد و پیاده‌روی را تشویق می‌کند.
3. فواصل پیاده‌رو: می‌توان پیاده‌روها را در جاهایی که «فواصل پیاده‌رو» وجود دارد، پیاده‌سازی کرد و اولویت به مناطقی داد که قدم زدن تشویق می‌شود، مانند اطراف مدارس یا ایستگاه‌های حمل و نقل عمومی. کمپین‌هایی مانند مسیرهای ایمن حمل و نقل در شهر آتلانتا، جورجیا، دسترسی ایمن‌تر به ایستگاه‌های حمل و نقل عمومی را برای پیاده‌روها فراهم می‌کنند. هنگام اجرای پیاده‌روهای جدید، چندین جنبه را باید در نظر گرفت، از جمله عرض پیاده‌رو. قانون آمریکایی با افراد معلول (ADA) مقرر می‌کند که پیاده‌روها حداقل پنج فوت عرض داشته باشند.
4. منطقه پیاده‌رو: زیرساخت‌ها و مناطق پیاده‌روی جدید جای خیابان‌ها را برای افزایش قابلیت پیمودن پیاده‌روها جایگزین می‌کنند. شهرها با بستن دسترسی خودروها و تنها اجازه دادن به پیاده‌روها برای سفر، پروژه‌های پیاده‌روی را برای بهبود جریان ترافیک انجام می‌دهند. پروژه‌هایی مانند خط بالایی (High Line) و مسیر 606 (606 Trail) با اتصال مناطق مسکونی، استفاده از عناصر معماری منظر و ایجاد فضای سبز زیبا و امکان فعالیت‌های بدنی، قابلیت پیمودن را افزایش می‌دهند. شهرها همچنین می‌توانند به روستاهای پیاده‌رو تبدیل شوند.
5. گسترش لبه‌ها: گسترش لبه‌ها شعاع گوشه‌های لبه در تقاطعات را کاهش می‌دهد، ترافیک را آرام می‌کند و فاصله را کاهش می‌دهد که پیاده‌روان باید عبور کنند. در خیابان‌های دارای پارکینگ، گسترش لبه‌ها به پیاده‌روان اجازه می‌دهد تا ترافیک را بهتر ببینند که در غیر اینصورت مجبور به قدم زدن به خیابان برای دیدن عبور خودروهای پارک شده خواهند بود. عبورهای مخطط یا عبور زبر (zebra crossings) همچنین عبورهای امن‌تری را فراهم می‌کند زیرا به رانندگان و پیاده‌روان دید بیشتری فراهم می‌کند. بهبود ایمنی عبور همچنین قابلیت پیمودن را افزایش می‌دهد.
6. بهبود ایمنی: نظارت و بهبود ایمنی در مناطق مسکونی می‌تواند سبب شود که قدم زدن گزینه جذاب‌تری باشد. امنیت اولین نگرانی کودکان است وقتی که باید برای رفت و آمد به مدرسه چگونه بروند. اطمینان از اینکه مناطق قدم زدن را با نگهداری مناسب و روشنایی مناسب حفظ کنید، می‌تواند قابلیت پیمودن را تشویق کند.[۲۳]
7. کار از خانه: کار از خانه کاملاً هر گونه زمان سفر مرتبط با کار را حذف می‌کند و اجازه می‌دهد تا افراد از زمان صرف شده برای رفت و آمد، که به‌طور میانگین ۲۷٫۶ دقیقه در آمریکا است، استفاده کنند. افزایش تعداد افرادی که از خانه کار می‌کنند در سال‌های اخیر پس از شیوع ویروس کووید-۱۹ (COVID-19) نه تنها منجر به کاهش سوخت‌های فسیلی سوخته شده است، بلکه فواید دیگری مانند بهبود بهره‌وری را هم دارد.
8. بهبود مقصدها: ایجاد یک مقصد در فاصله قابل پیمودن از هر خانه که افراد می‌توانند در آن به بازی‌های داخلی و خارجی، ورزش، رقص، غذا و غیره شرکت کنند. این مقصدها گاهی به صورت مدارس برای کودکان وجود دارند.

## نمونه ایرانی
میدان ونک در تهران یکی از محلاتی است که ترکیبی از تراکم کاربری بالا و شبکه دسترسی مناسب را داراست. با توجه به این موارد، می‌توان به بررسی پیاده‌مداری در این محله پرداخت.

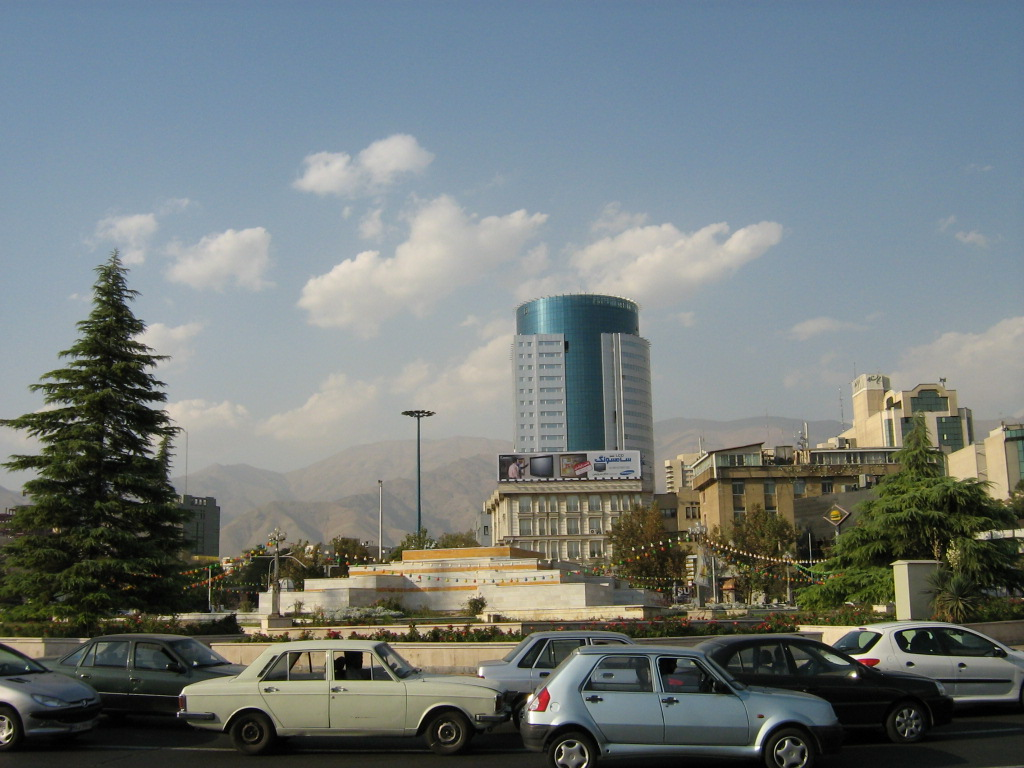
میدان ونک تهران

تراکم کاربری: میدان ونک یکی از مراکز تجاری و اداری مهم تهران است. این محله دارای تراکم کاربری بالایی است که شامل دفاتر اداری، مراکز خرید، رستوران‌ها، هتل‌ها و فضاهای تفریحی متنوع است. این تراکم کاربری بالا نشان‌دهنده فعالیت‌های گسترده و متنوع در این محله است.
شبکه دسترسی: میدان ونک دارای شبکه دسترسی مناسب به امکانات عمومی است. این شبکه شامل ایستگاه‌های مترو، ایستگاه‌های اتوبوس، پایانه‌های تاکسی و همچنین دسترسی به خطوط اصلی جاده‌ای می‌باشد. همچنین، وجود پارکینگ‌های عمومی و خدمات حمل و نقل عمومی نشانگر شبکه دسترسی مناسب در این محله است.

پیاده‌مداری: با توجه به تراکم کاربری بالا و شبکه دسترسی مناسب، میدان ونک به‌طور کلی با چالش‌های پیاده‌مداری مواجه است. با این حال، تلاش‌های زیادی صورت گرفته است تا شرایط پیاده‌روی بهبود یابد. این تلاش‌ها شامل احداث پیاده‌روها، فضاهای سبز، فضاهای عمومی جذاب و نصب سطل‌های زباله و نشانگرهای ایمنی برای پیاده‌روها می‌شود. با این حال، هنوز چالش‌هایی مانند ترافیک شدید و عدم رعایت قوانین ترافیک پیاده‌روها وجود دارد که نشانگر این است که هنوز بهبودهای لازم در زمینه پیاده‌مداری در این محله صورت نگرفته است.

## برای مطالعهٔ بیشتر
- Dovey, Kim & Pafka, Elek (2019). "What is walkability? The urban DMA", Urban Studies.
- Leyden, Kevin M. (2003). "Social Capital and the Built Environment: The Importance of Walkable Neighborhoods." American Journal of Public Health. Volume 93: 1546-1551
- Speck, Jeff. (2012). Walkable City: How Downtown Can Save America, One Step at a Time. Macmillan.